# 이원경 (1827년)
회평군 이명(贈 懷平君 李明, 1827년 10월 17일(음력 9월 11일) ~ 1844년 10월 30일(음력 9월 6일)은 조선후기의 농민, 왕족으로 장조의 서장남 은언군(恩彦君)의 손자이자 철종의 이복형이다. 본 이름은 원경(元慶)이다. 1844년(헌종 10) 이원덕, 최영희, 중인 출신 민진용(閔晉鏞) 등이 그를 추대하려던 민진용의 옥사에 연루되어 사형당했다.
생전 왕족으로서의 예우도, 봉작도 받지 못했다. 전계대원군의 유일한 적장자였지만 아들이 없이 사망하여, 전계대원군의 봉사손과 누동궁은 그의 서출 이복동생인 영평군 이경응(永平君 李景應)의 후손들이 상속받았다. 작위와 품계는 철종 즉위 후 추봉된 것이다. 1844년의 민진용, 이원덕, 최영희 등에 의해 주도된 이원경 추대 사건 관련 기록 중 그의 이름이 나타난 기록들은 철종 즉위 후 대량으로 세초, 인멸되어 남아있지 않다. 본관은 전주, 휘는 명(明), 초명은 원경(元慶), 시호는 효민(孝愍)이다.
그의 기록은 철종, 고종 때 헌종실록, 승정원일기, 일성록 기사를 대량으로 인멸, 세초해버려서 사라졌다. 그러나 추안급국안, 포도청등록의 일부 기록이 남아있어 민진용의 옥사 관련자 추국 및 그에 대한 추국 기사가 일부 전한다. 그런데 추안급국안, 포도청등록에는 그의 이름을 이원범(李元範)이라 칭한다. 이는 헌종실록에 순원왕후가 헌종의 후사로 정한 그의 이복동생을 이원범이라 칭한 기사와 다소 상반된다.

## 생애

### 초기 활동
이명은 사후 전계대원군에 추증된 이광의 장남이자 유일한 정실 소생 적자로 1827년(순조 27) 음력 9월 11일 신시(申時)에 강화도 부내에서 탄생하였다. 처음 이름은 원경이었다. 그의 출생 시각이 11일 신시(申時)인 것은 후일 철종이 직접 친필 묘비문을 내릴 때 언급되어 알려졌던 것이다. 사도세자의 서장남 은언군(恩彦君)의 손자이자 철종의 이복형이었다. 아버지는 농민인 전계대원군(全溪大院君), 어머니는 전주최씨(全州崔氏) 증 의정부 영의정에 추증된 최수창(崔秀昌)의 딸로 완양부대부인 최씨(完陽府大夫人 崔氏)이다. 헌종에게는 7촌 아저씨가 된다.
그는 이광의 정실부인에게서 난 적자였지만, 아버지 이광은 할아버지 은언군이 이복 백부 상계군 세자 추대 사건과 조모 송씨, 백모 신씨의 사건에 연좌되어 처벌받았으며, 사도세자의 서자였던 은언군의 서자라서 생전에 작위를 받지 못했다. 따라서 그에게도 작위가 내려지지 못했다. 유년 시절의 행적은 미상이다. 
그의 초기 행적 역시 기록이 세초, 삭제, 인멸되어 알 수 없다. 1830년(순조 30) 순조의 특명으로 은언군의 자손들을 강화도에서 일시 방면, 도성으로 올라와서 살도록 허락해주어 부모와 함께 한성부로 올라와 경행방에 거주하였다. 다만 철종의 묘사에 의하면 그는 의용이 아름다웠고, 품성은 온화하고 순수하였다. 성격은 유완(柔婉)하여 부모의 말씀을 어기거나 거스름이 없이 그대로 따랐다 한다. 형제간에도 서로 공경하여 서로 우애가 돈독했다 한다. 평상시에는 질병이 없이 건강했다 한다.

### 민진용의 옥사와 최후
아버지 이광은 작위를 받지 못하고 평민으로 살아갔으므로 그 역시 빈농으로 생활하였다. 1840년(헌종 6) 2월 19일 어머니 최씨부인이 사망하고, 1841년 음력 11월 2일 아버지 이광이 원인모를 병으로 사망하여, 연이어 상을 입었다. 그러나 탈상 직후인 1844년(헌종 10) 가을, 정부에 불만을 품은 중인 출신 여흥인 민진용(閔晉鏞), 이원덕(李遠德), 이종락(李鍾樂) 등이 왕족인 원경(元慶)을 택군, 왕위에 추대하려는 모반을 꾀하다, 누군가의 밀고로 사전에 발각되어 의금부에 체포됐다가 능지처참당하는 일이 벌어졌다. 구체적인 거사 날자, 거병 방법은 조선왕조실록, 승정원일기, 일성록 등의 기록이 철종, 고종 때 대다수 인멸되어 알 수 없다. 그를 추대하려는 음모에는 그의 외삼촌 최영희(崔英熙) 등도 연루되어 처형되었다.
무인(武人)이었던 민진용은 서얼로써 중인이었지만 고조할아버지는 이조, 호조판서와 우의정을 지낸 노론 중신 민응수(閔應洙)였다. 민응수의 4대손이었지만 그의 집안은 관직에 오르지 못하고 몰락했고, 그는 불만세력을 규합하여 원경을 추대하려 했다는 혐의를 받고 있었다. 이원덕은 의술에 능한 인물로 그의 아버지 이광과 가깝게 지냈던 인물이었다. 이해 8월 택군 대상이 되었던 원경(元慶)도 역시 삼사와 의금부 등로부터 계속 탄핵을 당하고, 그해 9월 6일 사사되었다. 민진용의 옥사에 관련된 그에 대한 왕조실록 기록과 일성록, 승정원일기 등의 기록은 철종 즉위 후 대량으로 세초, 말소되었다. 이는 1989년 무렵에 대한민국의 국사편찬위원회에서 해당 자료를 한글로 번역하는 과정에서 확인하였다. 
추안급국안의 일부 민진용, 이원덕 등의 공초장에 그의 이름이 등장하는데, 추안급국안에서는 그의 이름이 이원범(李元範), 혹은 원범(元範)으로 나타난다. 그밖에 포도청등록의 일부 기록에도 단편적으로 그의 이름이 나타난다.
1849년 헌종이 후사없이 승하하자 이복동생 원범이 철종으로 등극하고, 1858년(철종 9) 11월 9일 왕족의 예로서 군의 작위를 내려 회평군(懷平君)에 추봉하고 정1품에 증작(贈爵)하였다. 그의 나이 향년 18세였다.

### 사후
시신은 처음 경기도 양주군 하도면(下道面) 중흥동(重興洞, 후일의 경기도 고양시 덕양구 효자동), 삼각산 서남쪽에 안장하였다가 다시 경기도 포천군 선단리 왕방산으로 이장되었으며, 뒤에 철종 즉위 후 1856년(철종 7) 4월 8일 포천군 주내면 선단4리 산11번지(현, 경기도 포천시 포천동 선단4통 산11번지) 침갑(枕甲) 부락, 전계대원군 묘 동쪽 100m 지점이자 선단초등학교 근처로 이장되었다. 묘비문은 1859년 서제 철종이 짓고, 당시 병조판서 겸 홍문관예문관대제학직을 겸하던 김병학(金炳學)이 글씨를 썼다. 그는 전계대원군의 유일한 적장자로 태어났으나 아들이 없이 사망하여, 전계대원군의 봉사손 자리와 누동궁의 종주 자리는 그의 서출 이복동생인 영평군 경응의 후손들이 상속받았다.
승정원일기, 헌종실록, 일성록 등에는 그를 추대했던 민진용, 민순용, 이원덕 등의 기사는 나타나지만 그의 이름이 실린 기록은 인멸, 삭제되었다. 그의 이름이 들은 헌종실록, 승정원일기, 일성록 기사가 언제 대량 삭제, 세초, 인멸됐는지는 알 수 없다. 2004년부터 전주대학교, 한국학연구재단 등에서 한글 번역 중인 추안급국안(推案及鞫案), 2008년부터 김우철, 허부문 외 4명이 공동 연구 중인 포도청등록(捕盜廳謄錄) 등을 통해 확인할 수 있다. 변란의 지도자로 추대되었는데도 당대의 문인, 관료들의 문집에 그의 이름이 실리지 않은 이유는 알 수 없다. 반대로 그의 조부 은언군 이인은 역인(逆草+因), 성과 작위를 뺀 인(草+因)이라는 이름으로 실록, 승정원일기 등 여기저기 나타나는 것과는 다소 대조적이다.
서제 철종 즉위 후 1849년 신원, 복권되었으며 1858년(철종 9) 11월 9일 그의 군호를 추상할 때 서승보(徐承輔)가 회평(懷平)으로 정해 상시하고 그대로 추봉하였다. 1858년(철종 9년) 11월 9일 회평군 겸 오위도총부 도총관에 추봉되고, 증 현록대부에 추증되었으며 묘소는 전계대원군의 묘소가 있는 포천군 주내면 선단리(현 포천시 선단동) 산11번지 해룡산으로 이장되었다. 한편 그를 추대하려 했다 하여 처형당한 민진용의 집안에서는 항렬을 용에서 호(鎬)로 바꾸었다.
1863년(철종 14) 11월 7일 시호는 효민(孝愍)에 추증하였다. 그러나 양자를 세웠는가 여부는 미상이다. 고종 즉위 후에 기록된 선원보략에도 그의 이름 아래에 양자를 세운 기록이 나타나지 않는다.

## 평가
철종이 친필로 쓴 그의 비문에 의하면 집안이 여러번 어려운 일을 당하는 기구한 운명과 괴로운 가시밭길이 계속되어 바람과 큰 물결에 3대가 희생되고, 형은 마침내 능히 뜻을 이루지 못하고 일찍 희생되는 슬픈 일을 겪었다며 안타까워했다.

## 가족 관계
1900년대 이후에 편찬된 선원보략에도 그의 후사나 양자를 세웠다는 기록은 전해지지 않으며, 그 원인은 알려져있지 않다.
- 증조부 : 사도세자 이선(思悼世子 또는 莊獻世子 李愃, 1735년 2월 13일 ~ 1762년 7월 12일), 영조의 둘째 아들
- 할아버지 : 은언군 이인(恩彦君 李䄄, 1754년 5월 29일 ~ 1801년 6월 30일)
- 할머니(적조모) : 상산군부인 송씨(常山郡夫人 宋氏, 1753년 10월 15일 - 1801년 3월 17일), - 조부 은언군의 본부인
- 할머니(생조모) : 전산군부인 이씨(全山郡夫人 李氏, 1764년 - 1819년 6월 4일) - 조부 은언군의 첩, 그의 생조모
- 아버지 : 전계대원군 이광(全溪大院君 李曠, 1785년 - 1841년), 철종의 사친.
- 어머니(생모) : 완양부대부인 최씨(完陽府大夫人 崔氏), 전주인(全州人) 최수창(崔秀昌)의 딸.
- 어머니(서모) : 용성부대부인 염씨(龍城府大夫人 廉氏), 용담인(龍潭人) 증 영의정(領議政) 염성화(廉成化)의 딸.
  - 이복동생(서제) : 철종(哲宗, 1831년 - 1863년)
- 어머니(서모) : 이씨(李氏)
  - 이복 동생(서제) : 영평군 이경응(永平君 李景應, 1828년 - 1901년)
  - 이복 제수(서제수) : 정경부인 평산신씨(1832년 7월 22일 - 1857년 5월 8일), 신재준(申在準)의 딸
  - 이복 제수(서제수) : 정경부인 청도김씨(貞敬夫人 淸道金氏, 1839년 3월 23일 - 1921년), 김재협(金在協)의 딸
    - 조카(양 조카) : 청안군 이재순(淸安君 李載純, 1851년 - 1904년), 선조의 9남 경창군(慶昌君)의 9대손 이휘응(李徽應)[3]의 아들.
- 부인 : 이름 미상, 실전
  - 자녀 없음

- 외증조부 : 최종형(崔悰亨)
- 외할아버지 : 최수창(崔秀昌, ? - ?)
- 외할머니 : 광주이씨(廣州李氏, ? - ?), 가선대부 이봉의(李鳳儀)의 딸
  - 외삼촌 : 최영희(崔英熙, ? - 1844년 9월)

## 같이 보기
| - 철종 - 고종 - 사도세자 - 순조 - 영평군 - 전계대원군 - 풍계군 - 상계군 - 은언군 - 은전군 - 흥선대원군 | - 신유사옥 - 민진용 - 민진용의 옥사 - 은신군 - 경평군 - 남연군 - 이하전 - 군부인 송씨 |

## 관련 항목
- 추안급국안